# 曹儼
曹俨（？—223年）是曹魏廣平王。

## 生平
魏文帝曹丕之子，宋姬生。魏黄初三年（222年）曹丕封他为广平王，第二年逝世，谥号哀，曹俨无子，国除。

## 母
宋姬，没有妃嫔封号

## 延伸阅读
[在维基数据编辑]
 《三國志·卷20》，出自陳壽《三國志》